# Cerkiew św. Jana Teologa w Moskwie (Priesnienskij)
Cerkiew św. Jana Teologa – cerkiew w Moskwie, w dekanacie centralnym eparchii moskiewskiej miejskiej Rosyjskiego Kościoła Prawosławnego.

## Historia

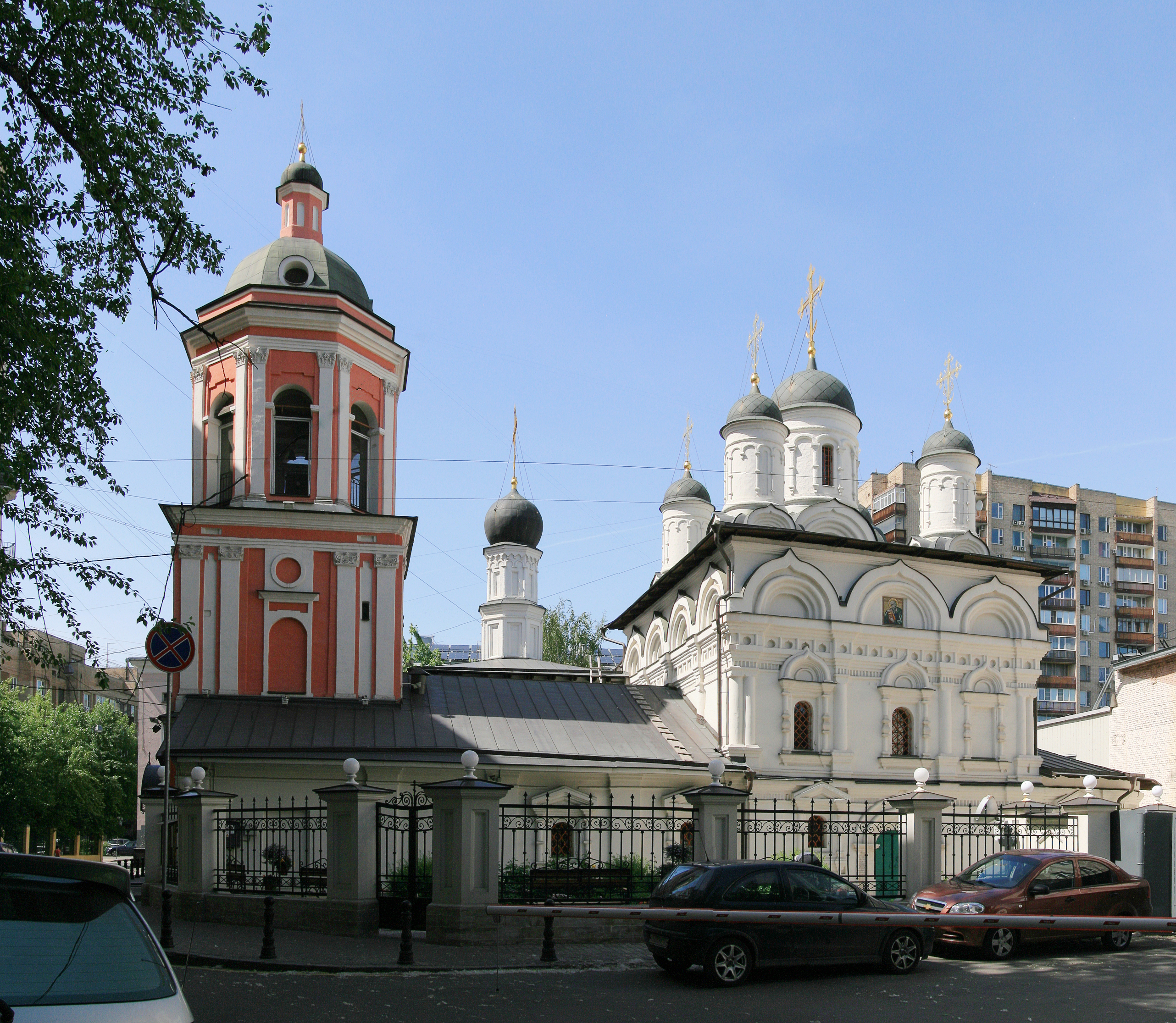
Cerkiew i dzwonnica

Pierwsza drewniana cerkiew na miejscu obecnie istniejącej została zbudowana na początku XVII w. Pierwsza informacja o niej pochodzi z 1615 i dotyczy przekazania przez cara Michała I ikony patronalnej. Drewnianą budowlę zastąpiono murowaną w latach 1652–1655, zaś w 1691 powiększono ją o drugi ołtarz św. Mikołaja z Miry, wyświęcony w 1694 przez patriarchę moskiewskiego i całej Rusi Adriana.
W 1668 Symeon Połocki otworzył przy cerkwi pierwszą w Moskwie prywatną szkołę prawosławną, utrzymywaną z darów miejscowych parafian. Dziesięć lat później przy świątyni zorganizowano utrzymywany przez cara przytułek dla stu ubogich.
Cerkiew rozbudowano jeszcze dwukrotnie: w 1740 wzniesiono dwukondygnacyjną dzwonnicę (na której zawieszono siedem dzwonów), natomiast w latach 1838–1842 kolejny ołtarz boczny św. Mitrofana z Woroneża. Wtedy też przeprowadzono remont całego budynku. W uroczystym poświęceniu powiększonej świątyni w 1842 brał udział metropolita moskiewski Filaret. Ołtarz św. Mitrofana zlikwidowano w 1870, przenosząc stół ołtarzowy do głównego pomieszczenia ołtarzowego świątyni. W latach 1876–1879 do cerkwi wstawiono nowy barokowy ikonostas, wykonano nowe freski.
W czasie akcji konfiskaty kosztowności cerkiewnych wyposażenie cerkwi uległo rozgrabieniu. Świątynia pełniła funkcje sakralne do 1933, gdy została zamknięta i przekazana Teatrowi Kameralnemu im. Puszkina. W okresie radzieckim zaginęły czczone w poprzednich stuleciach kopia Smoleńskiej Ikony Matki Bożej z XVII w. oraz patronalny wizerunek podarowany przez cara Michała. Teatr sugerował całkowite zniszczenie cerkwi, jednak skutecznie zaprotestował przeciwko temu architekt Dmitrij Suchow. W rezultacie doszło jedynie do przebudowy budynku, w czasie której usunięto z niego przypominające o pierwotnym przeznaczeniu kopuły. We wnętrzu zniszczono freski oraz wyposażenie pomieszczenia ołtarzowego. Początkowo w budynku mieścił się internat, a następnie pracownie stolarska i ślusarska.
W latach 1956–1998, z przerwami, trwały prace nad restauracją zabytkowej cerkwi.
Rosyjski Kościół Prawosławny odzyskał obiekt w 1992 (świątynia była wówczas w stanie grożącym zawaleniem). Pierwsze nabożeństwa odbyły się w czasie Paschy w 1993 przed ołtarzem św. Mikołaja. Cały budynek zaczął pełnić funkcje sakralne dwa lata później, a jego pierwotny wygląd został całkowicie zrekonstruowany. Po remoncie cerkiew poświęcił ponownie patriarcha moskiewski i całej Rusi Aleksy II w 1999. W cerkwi w 2014 służył natomiast patriarcha moskiewski i całej Rusi Cyryl.

## Związani z cerkwią
Ostatnim proboszczem cerkwi św. Jana Teologa przed jej zamknięciem w 1933 był hieromnich Cyprian (Nielidow). W roku zamknięcia świątyni został on aresztowany i skazany na karę łagru, w którym duchowny zmarł. W 2002 został kanonizowany jako święty nowomęczennik.